# Not Like the Movies
"Not Like the Movies" é uma canção da artista musical estado-unidense Katy Perry contida no seu terceiro álbum de estúdio, Teenage Dream. Gravada em 2010, foi composta e produzida por Greg Wells, com auxílio de Perry no processo de escrita. A música deriva dos estilos soft rock, teen pop e balada pop; liricamente, trata de uma garota adolescente que namora pela primeira vez e em seu ponto de vista, aquilo "não era certo". A composição foi escrita quando a artista iniciou um relacionamento com o seu então marido, Russell Brand.
"Not Like the Movies" foi lançada em 3 de agosto de 2010 como o primeiro single promocional de Teenage Dream e recebeu opiniões positivas dos críticos musicais. Alguns avaliadores chamaram-a de uma obra "poderosa e encantadora", enquanto outros comentaram que a faixa faz uma referência mínima à Russell Brand. A canção obteve um desempenho comercial mediano, alcançando a 53ª posição na Billboard Hot 100 e a 41ª na Canadian Hot 100. Perry incluiu "Not Like the Movies" no repertório da California Dreams Tour, digressão em promoção de Teenage Dream e apresentou-a nos 53º Grammy Awards, em 13 de fevereiro de 2011.

## Antecedentes
Em uma entrevista para o YouTube sobre Teenage Dream, em agosto de 2010, Perry revelou que "Not Like the Movies" foi a primeira das canções escritas para o álbum, após o término da Hello Katy Tour. A produção e escrita adicional foram realizadas por Greg Wells, que trabalhou com a cantora em One of the Boys. A artista considera uma "faixa de duas partes", pois ela começou a trabalhar na composição antes de conhecer Russell Brand, e terminou após os dois começarem um relacionamento. Perry declarou que "Not Like the Movies" é "muito especial" para ela, e expressou alívio por ter colocado todos os seus sentimentos na obra.

## Composição
"Not Like the Movies" é uma canção dos gêneros teen pop e balada pop com duração de quatro minutos e um segundo. De acordo com a partitura publicada no Musicnotes.com pela Alfred Publishing Co., Inc., a música possui um metrônomo de cem batidas por minuto e é composta na chave de lá bemol maior. Liricamente, a composição trata de uma relação amorosa na qual a mulher não se sente apaixonada e ainda espera pelo homem de seus sonhos, ou um "príncipe encantado", de acordo com um revisor do Terra. Chris Ryan, da MTV News, interpretou a canção como sendo sobre como se apaixonar não satisfaz suas expectativas e nunca possui "a mágica cinemática das histórias de amor das telas". O revisor Steve Leftridge, do PopMatters, considerou que "Not Like the Movies" possui uma melodia "ho-hum". Sua melodia foi comparada à de "Everytime", da cantora Britney Spears e à "My Immortal", da banda de rock Evanescence. Durante o refrão, Perry canta sobre esperar um amado que é "cinematográfico e dramático/Com um final perfeito" e depois pergunta se ela é uma "garota estúpida", de acordo com Elysa Gardner, do USA Today, e um revisor anônimo da Potrait Magazine. Um avaliador da última, considerando-a como a música como a que possui um ritmo mais lento em Teenage Dream, disse que ela se justapou com as outras composições.

## Recepção

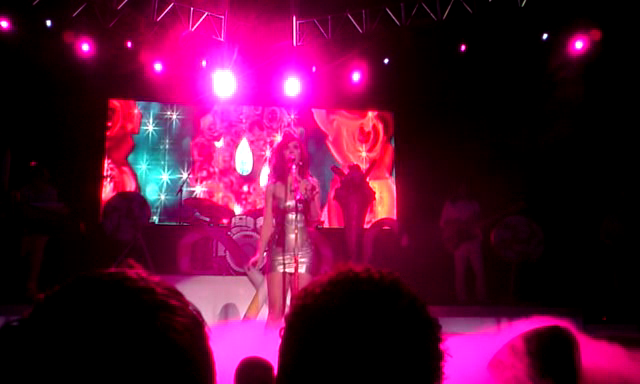
Perry apresentando "Not Like the Movies" em 2011.

Bill Lamb, do About.com, comentou que "Not Like the Movies" é mais uma "canção poderosa" e que ela é lenta para uma balada contemplativa. Chris Ryan, da MTV News, considerou a canção como "adorável", porém comentou que sua letra faz "referências mínimas" ao marido de Perry, Russell Brand. Elysa Gardner, do USA Today, chamou a música de "uma balada irresistível" e recomendou à seus leitores a compra da obra. Um avaliador da Potrait Magazine considerou a composição como "uma ótima forma" de encerrar Teenage Dream e disse que ela mostra muito bem a voz da intérprete. O revisor concluiu considerando-a uma "ótima faixa". Rob Sheffield, da revista Rolling Stone, disse que quando a artista "desabafa em baladas como 'Not Like the Movies'", ela "está em uma tradição de garotas suburbanas de Hollywood que gostam de colapsos emocionais".
Lançada como single promocional, "Not Like the Movies" alcançou tabelas musicais baseadas em downloads digitais. Na Billboard Hot 100, a música alcançou a 53ª posição, ficando por uma semana na parada. Também teve entrada na Hot Digital Songs, outra tabela da revista Billboard, no 22º segundo posto, com 57 mil downloads digitais. Na Canadian Hot 100, também da mesma revista, a faixa obteve o valor de 41.

## Lista de faixas
"Not Like the Movies" foi lançada através de download digital em 3 de agosto de 2010 pela Capitol Records, servindo como o primeiro single promocional do álbum Teenage Dream.
| Download digital |                       |         |  |
| N.º              | Título                | Duração |  |
| 1.               | "Not Like the Movies" | 4:01    |  |

## Créditos de elaboração
Lista-se abaixo os profissionais envolvidos na elaboração de "Not Like the Movies", de acordo com o encarte acompanhante ao álbum Teenage Dream:
| - Composição: Katy Perry, Greg Wells; - Vocais: Katy Perry - Gravação: Lewis Tozour - Produção: Wells; - Mixagem: Serban Ghenea | - Engenharia: John Hanes - Assistência de engenharia: Tim Roberts - Piano: Wells; - Bateria: Wells; - Programação: Wells; |